# 할렘베크역
할렘베크역(U-Bahnhof Halemweg, 듣기 (도움말·정보))은 베를린 샤를로텐부르크빌머스도르프구 샤를로텐부르크노르트에 있는 U7의 역이다. 1980년 10월 1일 U7의 북서부 연장 당시에 개업했다. 할렘베크 도로의 중심부와 수직으로 교차하며, 안나프로이트오버슐레, 푈하우오버슐레 학교 근처에 있다. 라이너 륌러가 설계했으며, 단순함을 위주로 디자인되었다. 2021년 보수 공사 이전까지는 주황색 패널로 역사 벽면을 마감했으며, 당시의 역명은 보색인 녹색으로 붙어 있었다.
에스컬레이터가 설치되어 있으며 2019년부터 엘리베이터가 운영을 시작했다. 2020년에는 역 서쪽으로 나가는 두 번째 출입구가 개통되었다.
2017년부터 2021년까지 역 승강장 보수 공사가 진행되었으며, 이 시기에 점자 블록도 설치되었다. 보수 공사 과정에서 역사 벽면의 디자인이 바뀌었으며, 원래 주 색상이었던 주황색은 유지되었다. 2021년부터 동쪽 대합실과 기계실의 보수 공사가 진행되고 있다.
역이 소재한 도로명은 비더슈탄트 투쟁에 참여했던 니콜라우스 크리스토프 폰 할렘(Nikolaus Christoph von Halem)에서 따 왔으며, 역 대합실에 그의 인생을 다루는 기념패가 설치되어 있다.
베를린 버스 123번과 환승할 수 있다.

## 인접 철도역
| 베를린 지하철                     | 베를린 지하철 | 베를린 지하철                |
| --------------------------------- | ------------- | ---------------------------- |
| 지멘스담 라트하우스 슈판다우 방면 | U7            | 야코프카이저플라츠 루도 방면 |